# 仙女座KK
仙女座KK，又名BD+36 277，HD 9531、SAO 54788、HR 446，是仙女座的一颗恒星，视星等为5.88，位于銀經132.32，銀緯-24.85，其B1900.0坐标为赤經1h 28m 30s，赤緯+36° -24.85′ 28″。